# Битва при Клецко
Битва при Клецко — сражение Северной войны между войсками Речи Посполитой с одной стороны и шведскими войсками с другой, состоявшееся 7 мая 1656 года. Польско-литовские войска численно превосходили противника, но состояли в основном из кавалерии, в то время как шведская армия включала также пехоту и артиллерию. Шведы добились тактической победы, не позволив полякам, посредством артиллерийского огня, приблизиться к себе.

## Предыстория
Весной 1656 года гетманы Стефан Чарнецкий и Ежи Любомирский были отправлены во главе польских войск в Великую Польшу, чтобы поддержать начавшееся там антишведское восстание. Король Карл X Густав, который только что сумел избежать окружения в месте слияния Вислы и Сана, также решил направиться в Великую Польшу во главе 10 000 солдат.
Карл Густав покинул Варшаву 17 апреля 1656 года и достиг города Пакосць 28 апреля. Здесь он разделил свои силы на две группы: сам король во главе 2000 солдат двинулся к осажденному Гданьску, в то время как оставшиеся 8000 под командой брата короля, Адольфа Иоганна, продолжили преследовать поляков.
Польская армия 3 мая сосредоточилась в районе Пилы. На следующий день поляки перешли реку Нотець около Уйсце и двинулись к селу Оборники. Обойдя Познань, поляки достигли Гнезно 5 мая, в то время как на следующий день Адольф Иоганн со своей армией прибыл в деревню недалеко от Клецко, в 15 километрах к северо-востоку от Гнезно. Когда новость об отбытии Карла Густава в Пруссию достигла польских командиров, они решили атаковать шведов в открытом поле.

## Битва
Польская армия включала 12 000 солдат, главным образом конников, а шведская — 7000—8000 солдат плюс мощную артиллерию. В соответствии с планом битвы два польских кавалерийских полка (под командованием Мариуша Станислава Яскольского и Яцека Шемберка) должны были оттеснить шведов к дамбе через болота недалеко от деревни Брзогогай. Дамба была ловушкой, за которой четыре опытных польских полка ожидали врага.
План первоначально имел успех: после перестрелки поляки организовали ложное отступление в сторону дамбы. Шведские солдаты начали преследовать их, но ловушка не захлопнулась, поскольку четыре засадных польских полка выдвинулись на противника слишком рано. Шведы отступили на хорошо подготовленные позиции, не дав полякам себя разгромить. Из-за сильного шведского огня поляки так и не смогли подойти к их лагерю, и сражение закончилось через пять часов. Польские потери были оценены примерно в 70 человек, в то время как шведы потеряли около 500 человек.

## Последствия
Битва ещё раз подтвердила мнение, что польская кавалерия не способна разгромить хорошо расположенную шведскую пехоту. Чарнецкий сам позже признался, что без пехоты и артиллерии выиграть сражение со шведскими войсками было невозможно.
После битвы польская армия ушли к Унеюву, где расположилась лагерем 16 мая. Между тем ситуация для шведов ухудшалась: в конце мая поляки отбили Лешно, Косьцян и Серадз.